# Michelle Agyemang
Michelle Agyemang, né le 3 février 2006 à South Ockendon, est un footballeuse internationale anglaise qui évolue au poste d'attaquante à Arsenal. Avec l'équipe d'Angleterre, elle a remporté le Championnat d'Europe 2025, dont elle est élue meilleure jeune du tournoi.

## Biographie

### Carrière en club

#### Débuts à Arsenal (2022-2023)
Michelle Agyemang est formée à Arsenal, où elle fait ses débuts professionnels le 7 novembre 2022, lors d'une victoire 4-0 contre Leicester en Championnat d'Angleterre.
Le 29 janvier 2023, elle marque son premier but, à la 80e minute d'une victoire 9-0 en FA Cup contre Leeds United. Le but est inclus dans la sélection du mois d'Arsenal et arrive deuxième derrière la réalisation du joueur masculin Bukayo Saka.

#### Prêts successifs (2023-2025)
En août 2023, Agyemang est prêtée à l'équipe féminine (en) du Watford FC en deuxième division sous la forme d'un double contrat, mais elle manque la première moitié de la saison 2023-24 (en) sur blessure, avant de pouvoir s'illustrer face aux buts.
La saison suivante, Agyemang est prêtée au Brighton & Hove Albion où elle s'impose cette fois dans l'élite anglaise, au cours d'une saison surtout marquée par ses débuts en équipe nationale,.

### Carrière en sélection

#### Équipes de jeunes
Michelle Agyemang est internationale anglaise en équipes de jeunes, ayant notamment joué et marqué avec les moins de 17 ans à l'Euro 2023,, puis les moins de 19 à l'édition 2024 (en).

#### Équipe senior
Agyemang fait ses débuts avec l'Équipe d'Angleterre féminine senior le 8 avril 2025, alors qu'elle vient d'être appelée pour la première fois en sélection après le forfait d'Alessia Russo. Entrant en jeu en Ligue des Nations contre la Belgique, elle marque déjà son premier but alors que son équipe s'incline 3-2.
En juin 2025, Agyemang est sélectionnée pour l'Euro 2025, où elle s'illustre comme supersub, marquant le but égalisateur à la 81e minute du quart de finale contre la Suède, remporté ensuite aux tirs au but ; puis à la 96e minute, contre l'Italie en demi-finale pour envoyer le match dans des prolongations que l'Angleterre remporte 2-1,,,. Le 27 juillet 2025, Agyemang entre en jeu lors de la finale (en), où l'Angleterre s'impose aux tirs au but contre l'Espagne pour remporter son deuxième titre dans la compétition,, dont elle est élue meilleure jeune joueuse,.
Ces premiers mois étincelant avec la sélection anglaise lui valent d'être nommée en pour le Trophée Kopa féminin 2025, l'un des prix décernée lors de la cérémonie du Ballon d'Or,.